# Drepanostachyum
Drepanostachyum es un género de bambú de tamaño mediano encontrado frecuentemente en climas montañosos. Pertenece a la familia de las poáceas. Es originario de las regiones templadas o tropicales de Asia. Comprende 40 especies descritas y de estas, solo 13 aceptadas.

## Descripción
La diferencia entre este género y el Himalayacalamus es sutil: las especies del género Drepanostachyum tienen muchas ramas iguales mientras que las del género Himalayacalamus tienen una rama dominante. Muchas especies consideradas en algún momento de este género, se han terminado reclasificando como Himalayacalamus.

## Taxonomía
El género fue descrito por Pai Chieh Keng y publicado en Journal of Bamboo Research 2(1): 15. 1983.  La especie tipo es: Drepanostachyum falcatum (Nees) Keng f.	

## Especies aceptadas
A continuación se brinda un listado de las especies del género Drepanostachyum aceptadas hasta noviembre de 2013, ordenadas alfabéticamente. Para cada una se indica el nombre binomial seguido del autor, abreviado según las convenciones y usos.  
- Drepanostachyum ampullare (T.P.Yi) Demoly
- Drepanostachyum annulatum Stapleton
- Drepanostachyum exauritum W.T.Lin
- Drepanostachyum falcatum (Nees) Keng f.
- Drepanostachyum fractiflexum (T.P.Yi) D.Z.Li
- Drepanostachyum intermedium (Munro) Keng f.
- Drepanostachyum khasianum (Munro) Keng f.
- Drepanostachyum kurzii (Gamble) Pandey ex D.N.Tewari
- Drepanostachyum membranaceum (T.P.Yi) D.Z.Li
- Drepanostachyum naibunensoides W.T. Lin & Z.M. Wu
- Drepanostachyum polystachyum (Kurz ex Gamble) R.B.Majumdar
- Drepanostachyum semiorbiculatum (T.P.Yi) Stapleton
- Drepanostachyum suberecta (Munro) R.B.Majumdar